# Aleksey Drozdov
Pour les articles homonymes, voir Drozdov.
Aleksey Vasiliyevich Drozdov, né le 3 décembre 1983 à Klintsy, est un athlète russe, spécialiste du décathlon.

## Carrière
Il se distingue lors de la saison 2005 en s'adjugeant le titre des Championnats d'Europe espoirs d'Erfurt avec un total de 8 196 points. L'année suivante, le Russe améliore son record personnel en finale des Championnats d'Europe de Göteborg avec 8 350 points, terminant à six points seulement du Hongrois Attila Zsivoczky, médaillé d'argent. En 2007, Aleksey Drozdov réalise son meilleur décathlon lors du Meeting de Götzis, le 27 mai, avec 8 373 points, avant de batte ce score le 1er septembre durant les Championnats du monde d'Osaka avec 8 475 points où il échoue néanmoins au pied du podium. En fin de saison 2007, le Russe devient champion du monde militaire et termine troisième du classement général de la Coupe du monde des épreuves combinées.
En 2008, Drozdov ne prend que la douzième place des Jeux olympiques de Pékin avec 8 154 points. Quatrième des Championnats d'Europe en salle 2009, il remporte la médaille de bronze de l'heptathlon lors des Championnats du monde en salle 2010 de Doha derrière les champions du monde américains Bryan Clay et Trey Hardee.

## Palmarès
| Date | Compétition                           | Lieu                                  | Résultat | Épreuve    |
| ---- | ------------------------------------- | ------------------------------------- | -------- | ---------- |
| 2005 | Championnats d'Europe en salle        | Madrid                                | 6e       | Heptathlon |
| 2005 | Championnats d'Europe espoirs         | Erfurt                                | 1er      | Décathlon  |
| 2005 | Championnats du monde                 | Helsinki                              | 10e      | Décathlon  |
| 2006 | Championnats du monde en salle        | Moscou                                | 5e       | Heptathlon |
| 2006 | Championnats d'Europe                 | Göteborg                              | 3e       | Décathlon  |
| 2006 | Décastar                              | Talence                               | 2e       | Décathlon  |
| 2007 | Championnats du monde                 | Osaka                                 | 4e       | Décathlon  |
| 2007 | Décastar                              | Talence                               | 3e       | Décathlon  |
| 2007 | Coupe du monde des épreuves combinées | Coupe du monde des épreuves combinées | 3e       | Décathlon  |
| 2007 | Jeux mondiaux militaires              | Hyderabad                             | 1er      | Décathlon  |
| 2008 | Jeux olympiques                       | Pékin                                 | 11e      | Décathlon  |
| 2009 | Championnats d'Europe en salle        | Turin                                 | 4e       | Heptathlon |
| 2010 | Championnats du monde                 | Doha                                  | 3e       | Heptathlon |
| 2010 | TNT - Fortuna Meeting                 | Kladno                                | 2e       | Décathlon  |
| 2011 | Championnats du monde                 | Daegu                                 | 4e       | Décathlon  |

- Vainqueur des Championnats de Russie en plein air (décathlon) en 2005
- Vainqueur des Championnats de Russie en salle (heptathlon) de 2005 à 2010

## Records
| Épreuve           | Performance   | Lieu        | Date          |
| ----------------- | ------------- | ----------- | ------------- |
| 100 mètres        | 10 s 97       | Osaka       | 31 août 2007  |
| Saut en longueur  | 7,78 m        | Götzis      | 31 mai 2008   |
| Lancer du poids   | 16,61 m       | Göteborg    | 10 août 2006  |
| Saut en hauteur   | 2,14 m        | Daegu       | 27 août 2011  |
| 400 mètres        | 50 s 00       | Osaka       | 31 août 2007  |
| 110 mètres haies  | 14 s 74       | Göteborg    | 11 août 2006  |
| Lancer du disque  | 51,68 m       | Toula       | 15 juin 2005  |
| Saut à la perche  | 5,10 m        | Tcheboksary | 10 juin 2011  |
| Lancer du javelot | 68,97 m       | Götzis      | 27 mai 2007   |
| 1 500 mètres      | 4 min 32 s 93 | Göteborg    | 11 août 2006  |
| Décathlon         | 8 475 pts     | Osaka       | 1er août 2007 |

| Épreuve          | Performance   | Lieu   | Date            |
| ---------------- | ------------- | ------ | --------------- |
| 60 mètres        | 6 s 94        | Moscou | 4 février 2006  |
| Saut en longueur | 7,58 m        | Moscou | 14 janvier 2006 |
| Lancer du poids  | 17,17 m       | Doha   | 12 mars 2010    |
| Saut en hauteur  | 2,15 m        | Penza  | 2 février 2010  |
| 60 mètres haies  | 8 s 19        | Moscou | 5 février 2006  |
| Saut à la perche | 5,20 m        | Penza  | 3 février 2010  |
| 1 000 mètres     | 2 min 43 s 17 | Madrid | 6 mars 2005     |
| Heptathlon       | 6 300 pts     | Penza  | 3 février 2010  |